# Ludwig Bonvin
Ludwig Bonvin SJ (* 17. Februar 1850 in Siders; † 18. Februar 1939 in Buffalo (New York)) war ein schweizerisch-amerikanischer Jesuit, Kirchenmusiker, Komponist, Musikwissenschaftler und Musikpädagoge.

## Leben und Werk
Ludwig Bonvin schloss 1870 das Gymnasium in Sion in der Schweiz ab. Er studierte zunächst von 1870 bis 1871 Medizin an der Universität Wien. In Wien lernte er Franz Liszt, Anton Rubinstein und Richard Strauss kennen, die in ihm ein besonderes Interesse an klassischer Musik, Musikaufführungen und am Komponieren weckten. In Wien verschlechterte sich Ludwig Bonvins allgemeiner Gesundheitszustand. Er kehrte daraufhin in die Schweiz zurück, um Jura zu studieren. 1874 entschied er sich für ein Noviziat im deutschen Jesuitenorden und trat dieses im Kloster Exaten bei Baexem in der Gemeinde Leudal in den Niederlanden an, wo er bereits als Organist und Chorleiter tätig wurde. Hier studierte er Philosophie. Zu theologischen Studien wechselte er an das Ditton Hall College in Ditton bei Widnes. Neben seiner philosophisch-theologischen Ausbildung bildete er sich autodidaktisch im Bereich der Musik und Musikwissenschaft. Hier beschäftigte er sich speziell mit früher sakraler Musik.
Ludwig Bonvin erhielt 1885 die Priesterweihe in Ditton, wandte sich dann aber endgültig der Musik zu. Er komponierte auch in England und war für den Gemeindechor und die Kinder der Pfarrschule zuständig. 1887 wurde er als Musikdirektor (Organist und Chordirigent) an das neu gegründete Canisiuskolleg in Buffalo (New York) berufen. Hier kamen seine Fähigkeiten als deutscher Muttersprachler wie seine fliessenden Englischkenntnisse der Unterstützung deutschsprachiger Einwanderer an genanntem akademischen Institut zugute. Als Leiter des Chores und des Schulorchesters wurde er zu einer Schlüsselfigur im Musikleben der Hochschule. Er hielt die Stelle am Canisius College bis 1909. Ab 1909 widmete er sich dann exklusiv musikwissenschaftlichen Themen. Er setzte sich für die Anwendung des Mensuralrhythmus auf den gregorianischen Choral ein und veröffentlichte die Studie Musical Accents in Gregorian Chant (1932). Er gab in deutscher Übersetzung Alexander Fleury: Über Choralrhythmus (BIMG, Serie II, Heft 5, 1907) heraus. Sein Aufsatz Lösung eines Rätsels in Guidos Mikrolog erschien in der Zeitschrift für Musikwissenschaft (ZfMw) III 1920/1921. Bonvins umfangreiche Forschungen in den Bereichen Gregorianischer Gesang und Hymnologie und seine Aufführungen mit gemischten Chören machten ihn zu einer internationalen Autorität sowohl im Bereich der liturgischen wie auch im Bereich der weltlichen Musik.
In seinen eigenen Werken verfolgte Ludwig Bonvin einen Stil der Spätromantik. Mehrere seiner Werke wurden unter den Pseudonymen J. B. Rainer, B. von Siders und Georges de Sierre veröffentlicht. Ludwig Bonvin schrieb Orchesterstücke, eine Symphonie, sieben Messen, ein Requiem, das Oratorium Die Auferstehung des Herrn sowie zahlreiche weitere geistliche und weltliche Chorwerke, Lieder und Duette.